# Jeffery Quad
Il Jeffery Quad, conosciuto anche come Nash Quad o semplicemente Quad è stato un camion leggero a quattro ruote motrici che fu sviluppato dalla Thomas B. Jeffery Company e costruito, dal 1913, nello stabilimento di Kenosha mentre dal 1916 fu costruito dalla Nash Motors oltre che, su licenza, da altri costruttori di autocarri.
Il Quad introdusse numerose innovazioni ingegneristiche. 
Il suo progetto e la sua robustezza si rivelarono efficaci nell'attraversare le strade sterrate e fangose dell'epoca e fu prezioso durante la prima guerra mondiale come veicolo da trasporto.
Il Quad fu anche uno dei primi veicoli a quattro ruote motrici a essere prodotti con successo in un numero considerevole di esemplari, 41.674, fino al 1928 rimanendo per 15 anni praticamente invariato.
Sul suo telaio fu costruita l'autoblindo Jeffery.

## Storia
Alla fine del 1912 l'esercito degli Stati Uniti espresse l'esigenza di sostituire le some di quattro muli usate fino ad allora per trasportare i carichi standard da una tonnellata e mezza con un camion ed emise un bando per avere delle proposte.
La Jeffery fu una delle prime a rispondere e iniziò lo sviluppo di un mezzo acquistando un veicolo di una ditta concorrente, la Four Wheel Drive Auto Company (FWD) che già produceva un camion a trazione integrale, il Model B, con il proposito di migliorarlo.
Tale mezzo si rivelò non soddisfacente cosicché gli ingegneri della Jeffery, guidati da Martin P. Winther, decisero di iniziare il progetto da zero. 
Finalmente, nel luglio del 1913, il camion, con un carico utile di 1.361 kg (3.000 libbre), era pronto per la dimostrazione pubblica delle sue capacità e fu giudicato idoneo dall'Esercito degli Stati Uniti.
Una volta adottati dall'esercito, questi veicoli furono utilizzati per la prima volta durante il conflitto di Haiti nel 1915 ma ebbero il vero battesimo del fuoco nel 1916 durante la spedizione contro il Messico compiuta dal generale John J. "Blackjack" Pershing, anche sotto forma di un'autoblinda costruita sullo stesso telaio. 
I quad furono poi ampiamente utilizzati durante le successive campagne europee della prima guerra mondiale con il corpo di spedizione statunitense guidato sempre dal generale Pershing.
Anche il corpo dei Marines degli Stati Uniti adottò il Jeffery Quad, utilizzandolo oltre che ad Haiti,  nella Repubblica Dominicana tra il 1915 e il 1917.
Circa 11.500 Jeffery e Nash Quad furono costruiti tra il 1913 e il 1919. "I camion a quattro ruote motrici erano già stati costruiti prima ... ma a parte il Jeffery Quad (Nash Quad, in seguito) i primi progetti erano inefficienti, rozzi e fragili. "

## Caratteristiche
Il Quad era dotato di un motore Buda a 4 cilindri in linea con valvole laterali di 5,1 litri che erogava la non elevata potenza di 28 Cv (21 kW), il cambio era a 4 velocità con differenziale di marca Meuhl ed era a trazione integrale permanente. Tutte e quattro le ruote, comandate dall'unico volante, sterzavano in controfase (cioè in senso opposto, le anteriori a destra e le posteriori a sinistra e viceversa) per diminuire il raggio di sterzata.
La velocità massima non superava le 20 miglia orarie (32 km/ora) e la sua portata era di 1.361 kg.
I cerchi ruota erano a disco e le gomme piene, i freni erano a tamburo sulle quattro ruote con comando meccanico; sulle gomme potevano essere imbullonati dei tratti di catene per aumentare l'aderenza in caso di fango e di neve.

## Galleria d'immagini

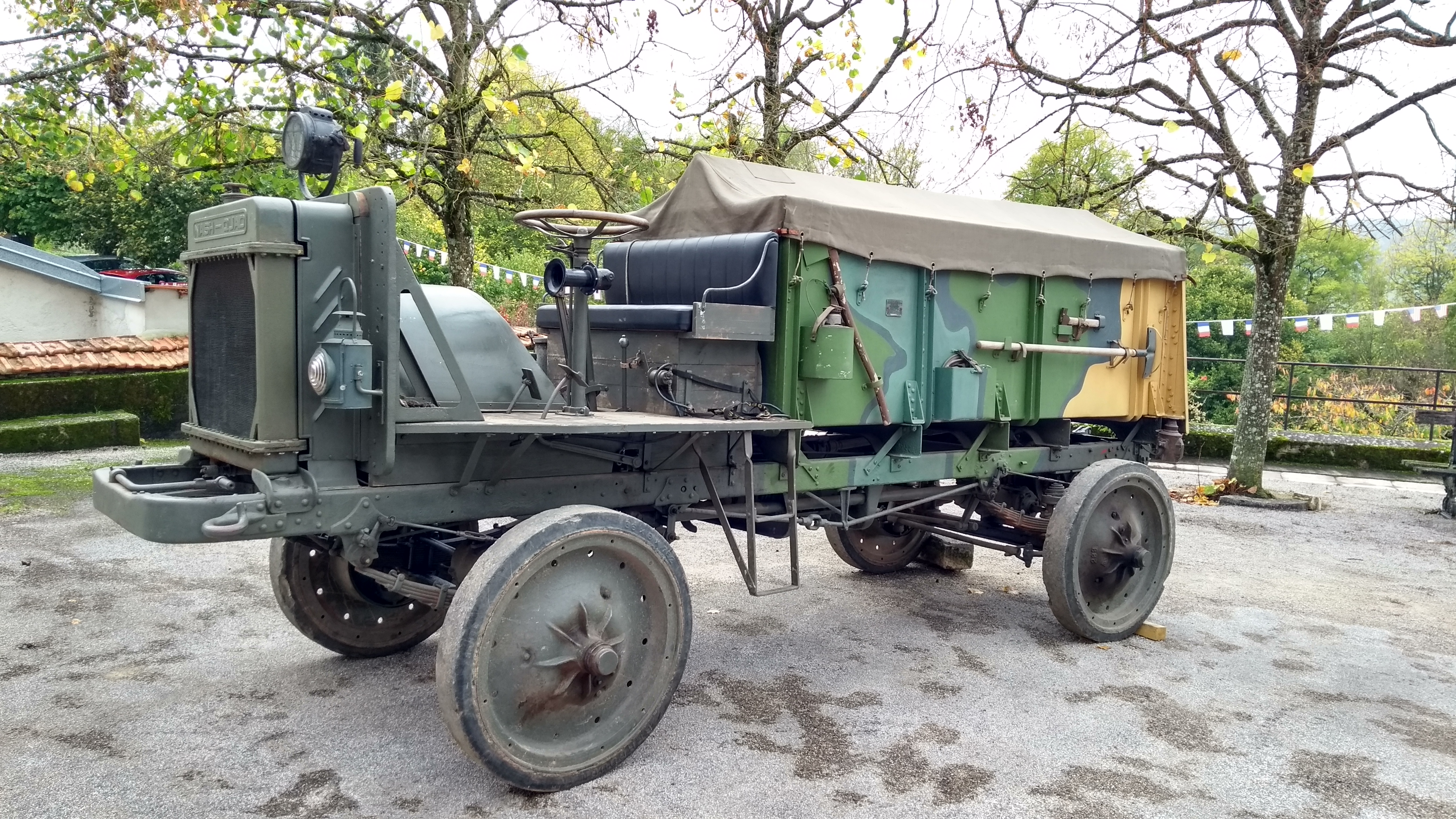
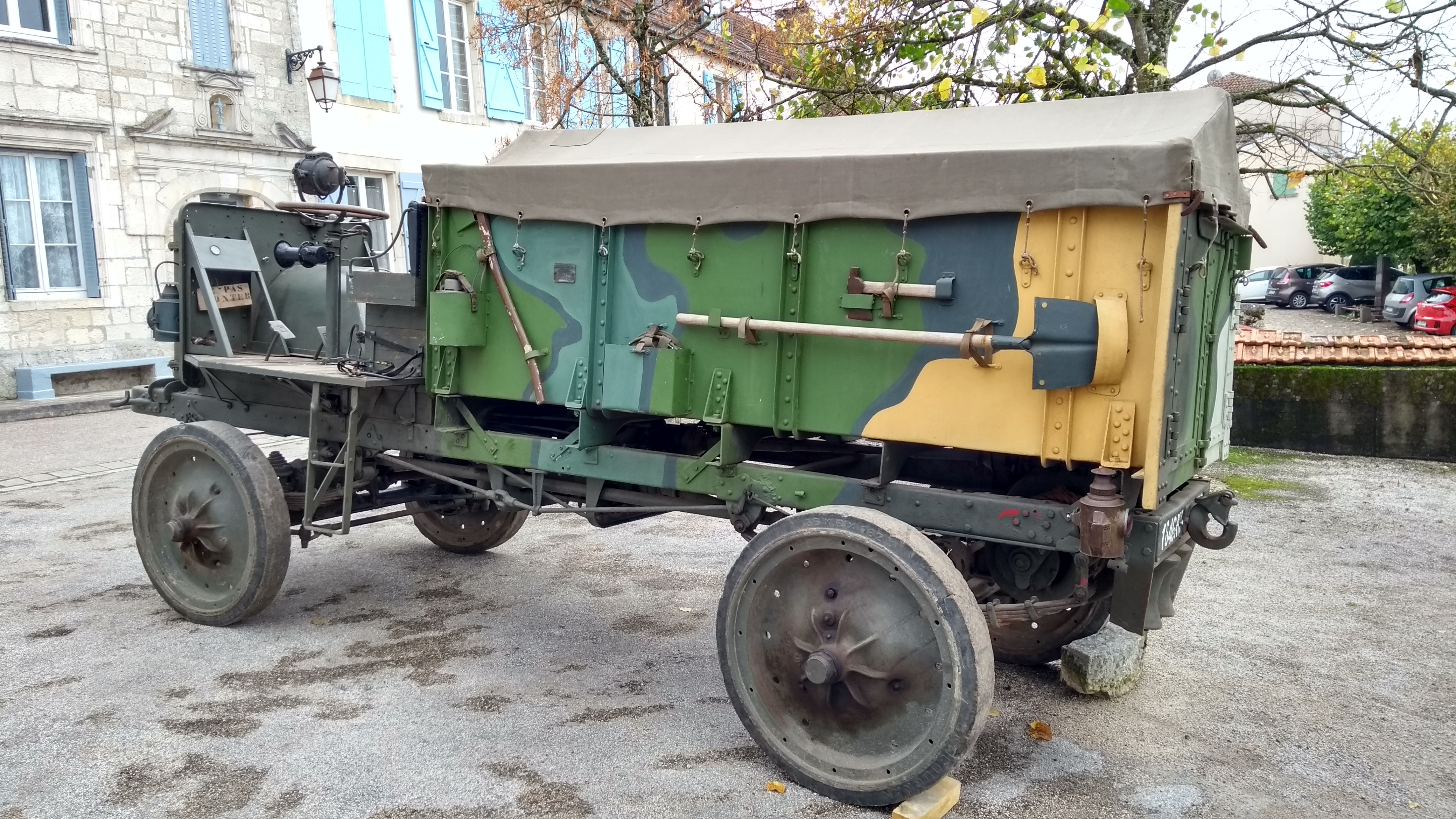
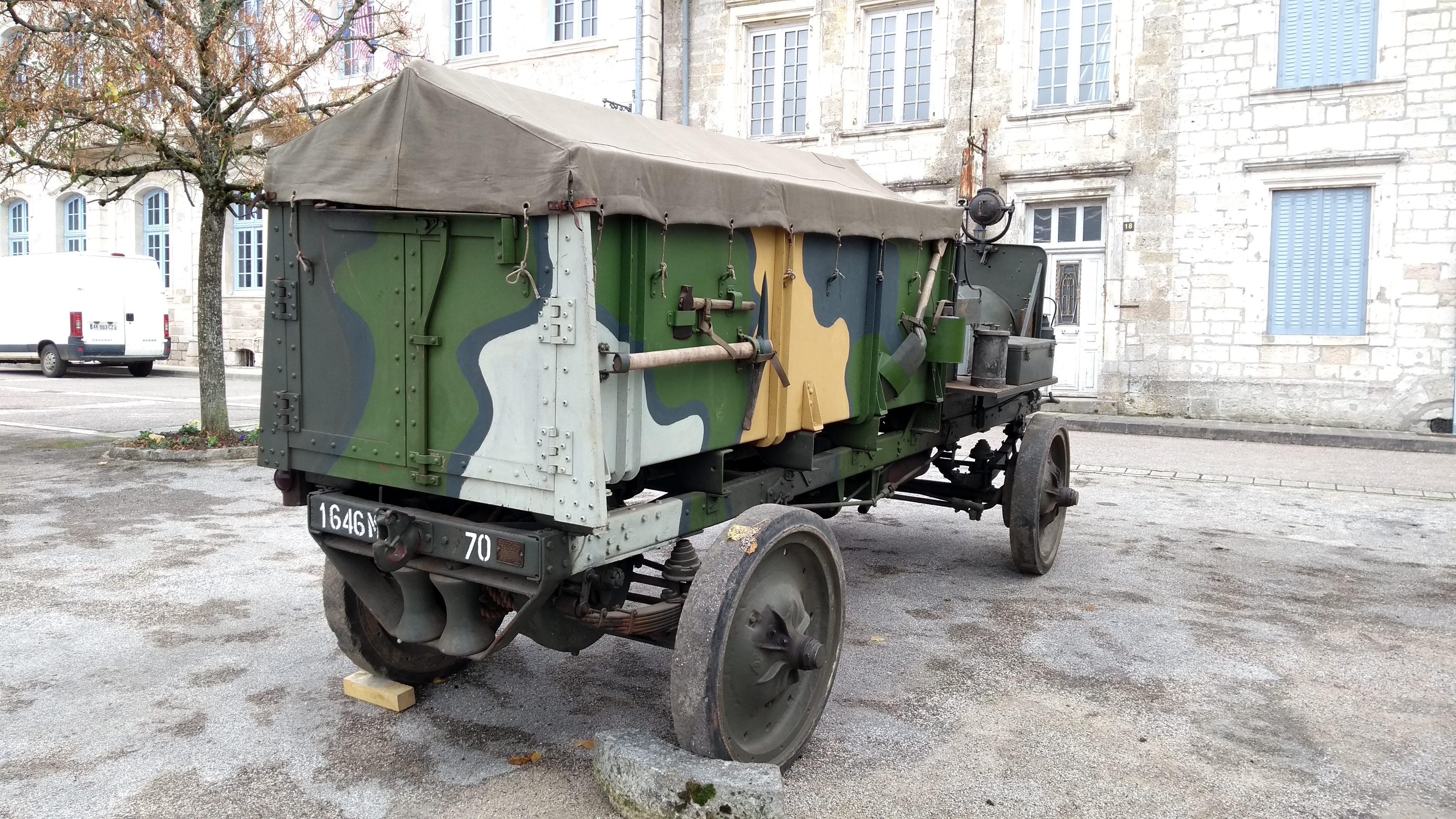
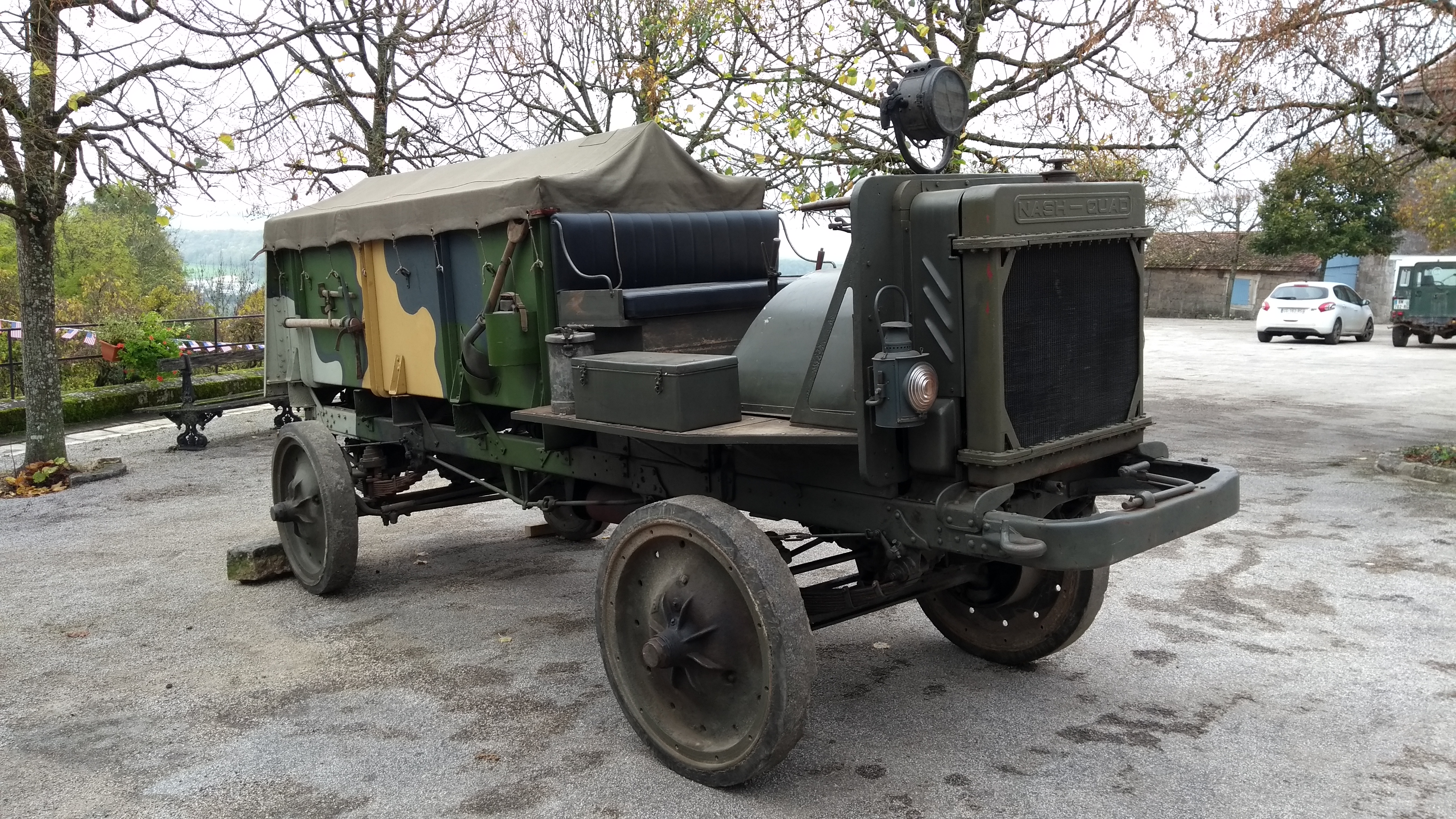
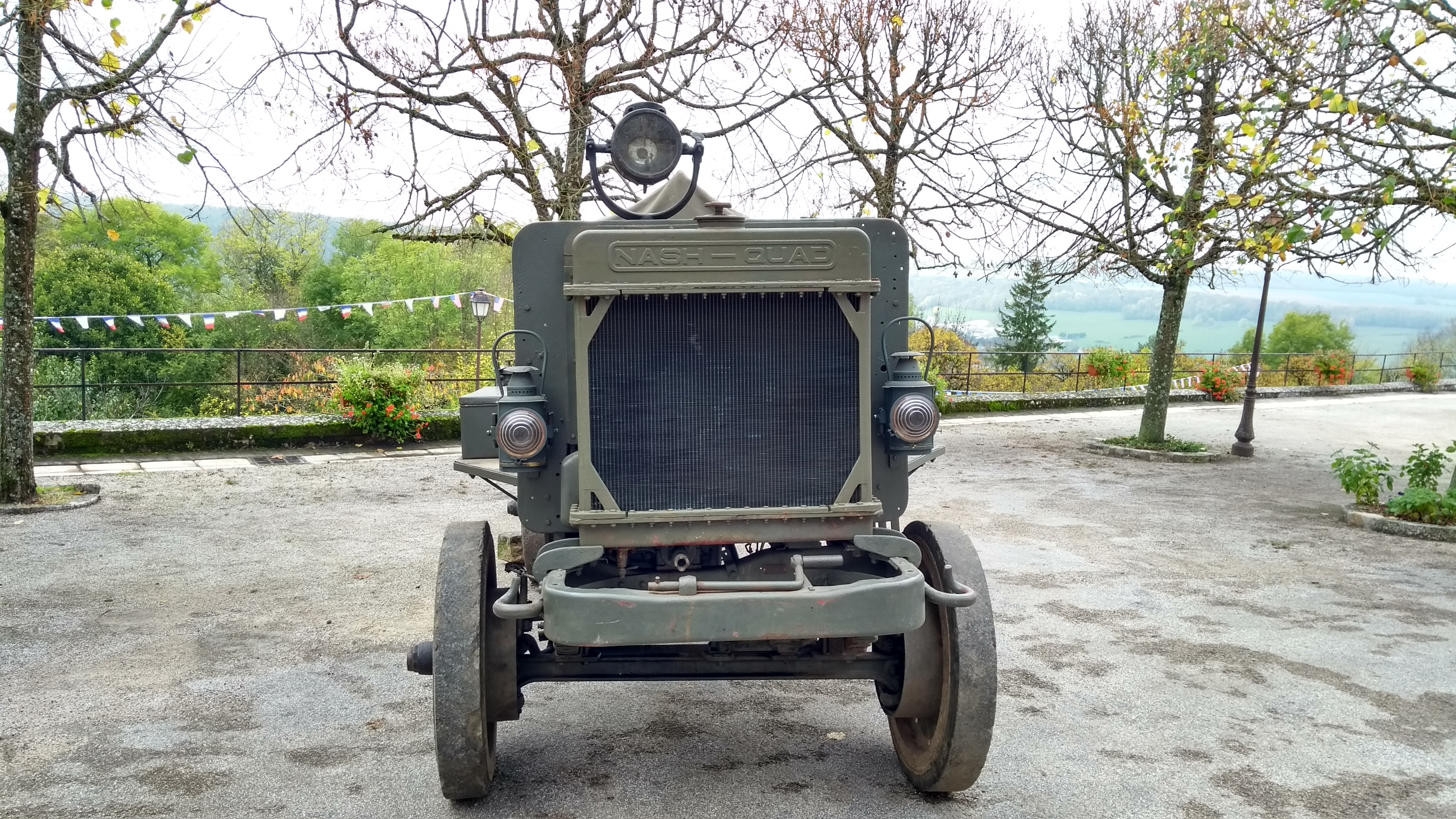